# Namenstag (Lettland)
Die Liste der Namenstage in Lettland gibt für jeden Kalendertag die Vornamen an, für deren Träger dieser Tag in Lettland als Namenstag (lett. vārda diena) gefeiert wird. Traditionsgemäß spielt der Namenstag eine große Rolle im Leben der Letten. Während der Namenstag als Festtag der betreffenden Person gefeiert wird, ist der Geburtstag eher von untergeordneter Bedeutung.
Die hier angegebenen Vornamen entstammen der ursprünglich von den im Baltikum lebenden Letten und Deutschen gepflegten lutherischen Tradition. Sie wurde erweitert um heidnische Gottheiten und andere Gestalten der lettischen Mythologie, wie zum Beispiel Laima oder Lāčplēsis. Die jährliche Liste von Namenstagen ergibt sich aus dem Kalender, der in Lettland die Namenstage enthält. Über die Jahre hinweg werden „ausgestorbene“ Namen ausgesondert und neue, „populäre“ Namen aufgenommen. Einen Überblick zu den unterschiedlichen Namen in den Jahren 1915, 1923 und 1993 gibt die unter Weblinks angegebene Quelle. Die Namenstage werden alljährlich unter Führung der Lettischen Akademie der Wissenschaften (lett. Latvijas zinātņu akadēmija) überprüft und bei Bedarf neu festgelegt. Die getroffenen Entscheidungen schlagen sich im regelmäßig erscheinenden „Dabas un vēstures kalendārs“ („Natur- und Geschichtskalender“) nieder.
Das Geschlecht der namenstragenden Person ergibt sich im Lettischen aus der Nominativ-Endung des Vornamens:
- männliche Vornamen enden auf -s, -š oder -o;
- weibliche Vornamen enden auf -a oder -e.

## Liste
| 1. Quartal | 1. Quartal                           | 1. Quartal                          | 1. Quartal                              |
|            | Januar                               | Februar                             | März                                    |
| ---------- | ------------------------------------ | ----------------------------------- | --------------------------------------- |
| 1.         | Solvita, Solvija, Laimnesis          | Sonora, Brita, Gita, Brigita, Agita | Ivars, Ilgvars                          |
| 2.         | Indulis, Abels, Orests               | Spīdola, Spīdols                    | Lavize, Laila                           |
| 3.         | Miervaldis                           | Īda, Laida, Aīda                    | Marts, Matīss                           |
| 4.         | Spodra, Spodris                      | Daila, Veronika                     | Alise, Aiza                             |
| 5.         | Sīmanis, Zintis                      | Agate, Agra, Ardis                  | Austra, Aurora                          |
| 6.         | Spulga                               | Dārta, Dace, Dore                   | Vents, Gotfrids                         |
| 7.         | Rota, Jūliāns                        | Richards, Daunis, Nelda             | Elmīra, Ella, Sprodze                   |
| 8.         | Gundabis, Erhards                    | Blāzma, Aldona                      | Dagmāra, Marga                          |
| 9.         | Kaspars, Jautris                     | Gaisma, Apolonija                   | Ervalds, Ausmis, Evalds                 |
| 10.        | Tatjana, Karmena                     | Paula, Paulīne                      | Kira, Ataudzi Silvija, Ajita            |
| 11.        | Franciska, Smaida, Arkadijs          | Laimdota, Laima, Laimrota           | Konstantīns                             |
| 12.        | Rainis, Reinholds, Ringolds, Reinis  | Karlina, Līna                       | Aija, Gaisinš, Gregors                  |
| 13.        | Aris, Arijs, Harijs                  | Melita, Malda                       | Ernests, Erasts                         |
| 14.        | Raitis, Roberts                      | Valentīns, Alģis                    | Matilde, Rosme                          |
| 15.        | Felicita, Feliks                     | Alvils, Olavs, Aloīda, Galiņa       | Glaima, Amilda, Longīns                 |
| 16.        | Lidija, Lija                         | Smuidra, Jūlija, Juliāna            | Guntars, Guntis, Gabriela               |
| 17.        | Tenis, Timotejs                      | Trude, Konstance                    | Gerda, Gertrūde, Karīna                 |
| 18.        | Antons, Antis, Akselis               | Konkordija, Indra, Vizma            | Ilona, Sārtīte, Razna                   |
| 19.        | Andulis, Alnis, Keistuts             | Zane, Zuzanna                       | Inga, Ingrīda, Jāzeps                   |
| 20.        | Oļģerts, Alģirts                     | Hamilkars, Vitauts, Otomārs         | Magda, Magdalēna                        |
| 21.        | Agnese, Agne, Agnis                  | Eleonora, Noritis                   | Benedikts, Sirdsvaldis                  |
| 22.        | Austris, Vicents                     | Arija, Ariana, Klotilde             | Tamāra, Rolfs, Giedr                    |
| 23.        | Grieta, Rieta                        | Haralds, Almants                    | Mirdza, Melisanda                       |
| 24.        | Ksenija, Eglons                      | Gatinš, Gatis, Kurbads              | Kazimirs, Spulģis                       |
| 25.        | Zigvalda, Zigurds                    | Alma, Grants, Zalga                 | Māra, Mārite                            |
| 26.        | Ansis                                | Mētra, Evelina                      | Emānuels, Dabrelis, Debora              |
| 27.        | Ilze, Ildze, Izolde                  | Livija, Daiva                       | Gusts, Gustavs                          |
| 28.        | Kārlis                               | Bonija, Skaidra, Skaidrīte          | Ginta, Gunta, Gunda, Eiženija, Ženija   |
| 29.        | Valerija, Vaiva, Aivars              |                                     | Ranta, Ilma                             |
| 30.        | Pārsla, Valentīna                    |                                     | Nannija, Ilgmāris                       |
| 31.        | Tekla, Dēkla, Brenda                 |                                     | Atvars, Gvīdo                           |
| 2. Quartal |                                      |                                     |                                         |
|            | April                                | Mai                                 | Juni                                    |
| 1.         | Tautmila, Teodora                    | Ziedīte, Ziedonis                   | Biruta                                  |
| 2.         | Irmgarde, Glita, Sandra, Zemvaldis   | Larisa, Zigmunds, Laris             | Emma, Slava                             |
| 3.         | Ferdinands, Daira, Dairis            | Jesika, Etide, Krustiņš             | Inta, Dailis                            |
| 4.         | Herta, Valda                         | Vijolīte, Vizbulīte, Flora          | Elfrīda, Gaigala                        |
| 5.         | Vija, Mirjama                        | Gederts, Gothards                   | Igors, Margots, Ingvars                 |
| 6.         | Zinta, Filips                        | Didzis, Didriķis                    | Arnis, Adalberts                        |
| 7.         | Zinaida, Helmuts                     | Henrijs, Jete, Henriete             | Gaida, Lukrēcija                        |
| 8.         | Dziedra, Edgars                      | Staņislavs                          | Frīda, Frīdis                           |
| 9.         | Valtrauta, Valērija, Žubite          | Einārs, Klāvs, Ervīns               | Melinda, Liega, Ligita                  |
| 10.        | Zilite, Zile, Anita, Anitra, Turaida | Maija, Mairite                      | Anatols, Bitīte, Geniveva               |
| 11.        | Vilmārs, Hermanis                    | Milda, Manfrēds                     | Vidvuds, Ingus                          |
| 12.        | Jūlijs, Ainis                        | Ināra, Inārs, Valija, Valida        | Nora, Velita                            |
| 13.        | Gaila, Jagailis, Justs               | Irēne, Ina, Ira                     | Zigfrīds, Tobijs                        |
| 14.        | Gudrite                              | Krišs, Krišjānis                    | Tija, Taiga, Klitija                    |
| 15.        | Elita, Aelita, Balvis, Plūdonis      | Vasarsvētki, Sofija, Plauksme       | Baņuta                                  |
| 16.        | Mintauts, Mindaugs                   | Edvins                              | Justīne, Justa                          |
| 17.        | Rūdolfs, Rūdis                       | Gauja, Herberts                     | Arturs, Artis                           |
| 18.        | Hildegarde, Laura, Nameisis          | Inese, Inesis, Ēriks                | Alberts, Madis                          |
| 19.        | Vēsma, Fanija                        | Venda, Venta, Teika                 | Viktors, Nīls, Vaironis                 |
| 20.        | Armands, Aspazija, Mirte             | Prieca, Sibilla                     | Rasma, Rasa, Imula                      |
| 21.        | Marģers                              | Ernestīna                           | Saulgaita, Emīls                        |
| 22.        | Usiņš, Vitālijs                      | Emīlija, Mīle                       | Ludmilla, Paija                         |
| 23.        | Juris, Georgs, Jurģis                | Leontīne Lonija, Leonija            | Līga, Līgonis,                          |
| 24.        | Visvaldis, Visvaris                  | Ziedone, Anšlavs                    | Jānis, Žanis                            |
| 25.        | Marks, Līksme, Markus                | Urbans, Ciemvaldis                  | Millija, Maiga                          |
| 26.        | Rūsiņš, Geraldine                    | Eduards, Edvards, Varis             | Ausma, Inguna, Ulvis                    |
| 27.        | Klementīne, Tāle, Drostala           | Dzidris, Dzidra, Ludolfs, Gunita    | Malvīne, Zalgone                        |
| 28.        | Gundega, Terēze                      | Vilis, Vilhelms                     | Viesturs, Viestarts                     |
| 29.        | Laine, Vilnis, Raimonds              | Daris, Maksis                       | Pēteris, Pauls, Pāvils                  |
| 30.        | Lilija, Linna, Linda, Liliāna        | Lolita, Vitolds                     | Tālivaldis, Tāļis, Mareks               |
| 31.        |                                      | Jūsma, Alīda, Jūsmiņš, Alita        |                                         |
| 3. Quartal |                                      |                                     |                                         |
|            | Juli                                 | August                              | September                               |
| 1.         | Imants, Teobalds                     | Albīna, Spēkonis                    | Austrums, Verēna, Irisa, Ilmāra, Ilmārs |
| 2.         | Lauma, Vineta                        | Stefans, Normunds                   | Zete, Lizete, Elīze                     |
| 3.         | Benita, Sulamīte                     | Augusts, Auģis                      | Berta, Klaudija, Klaudijs, Slaida       |
| 4.         | Uldis, Uldriķis, Ulrika              | Romualds, Romāns, Edmars            | Dzintra, Dzintars                       |
| 5.         | Edīte, Andžs, Edna                   | Veldre, Osvalds                     | Vaida, Persijs, Pērse                   |
| 6.         | Druvvaldis                           | Boriss, Aisma, Gastons              | Maigonis, Balva, Magnus                 |
| 7.         | Alīne, Maruta                        | Alfréds, Madars                     | Valdone, Regīna                         |
| 8.         | Adele, Anitra, Adelaide, Antra       | Mudīte, Gotlībs                     | Ilga, Nelda, Ilgonis                    |
| 9.         | Zaiga, Tusnelda                      | Tautgodis, Ģedimins                 | Telma, Bruno, Brunis                    |
| 10.        | Lielvārdis, Ūve                      | Labrencis, Lorencs, Brencis         | Jausma, Albertīne                       |
| 11.        | Leonora, Varaidotis, Lore            | Olga, Ollīte                        | Signe, Ģirts, Gerhards                  |
| 12.        | Indriķs Ints, Indris                 | Klāra, Vārpa                        | Erna, Selga, Albīns                     |
| 13.        | Alda, Margarita, Margrieta, Pērle    | Elvīra, Velga                       | Iza, Izīda, Izabella                    |
| 14.        | Oskars                               | Zelma, Zelmars                      | Koknesis, Norberts, Santa               |
| 15.        | Ruta, Egons, Rūta                    | Zenta, Zamuels                      | Gunvaldis, Nikodēms                     |
| 16.        | Hermīne, Rasulīte, Estere            | Astrīda, Astra, Aistars             | Asja, Asnate                            |
| 17.        | Aleksis, Ainars                      | Vilibalds, Drosmis, Drosme          | Vairis, Vera, Vaira                     |
| 18.        | Roze, Rozalija                       | Liene, Helēna                       | Liesma, Gizela                          |
| 19.        | Jautrīte, Kamilla                    | Melānija, Imanta                    | Verners, Varnesis                       |
| 20.        | Ramona, Ritma, Namejs                | Bierants, Bernhards                 | Marianna                                |
| 21.        | Elvis, Dabris, Daniels               | Janīna, Samta, Linda                | Modris, Matīss                          |
| 22.        | Marina, Marija, Margita              | Nadīna, Rudīte                      | Māris, Morics, Marisa                   |
| 23.        | Magone, Madaļa, Ada                  | Sprīdītis, Benjāmiņš                | Vanda, Omula, Ivande                    |
| 24.        | Kristīne, Aldija                     | Bērtulis, Bertolds, Dēna            | Agris, Knuts, Agrita                    |
| 25.        | Jēkabs                               | Ludis, Ludvigs                      | Rasmis, Rodrigo                         |
| 26.        | Anna, Anneli, Ance, Anete            | Natālija, Broņislavs, Broņislava    | Kūrs, Gundars, Diāna, Kurts, Egmonts    |
| 27.        | Marta, Dita, Gunvids                 | Miernesis, Valdmiers                | Adolfs, Ronalds                         |
| 28.        | Cilda, Cecīlija                      | Guste, Auguste, Rauna               | Gaita, Kaira, Vencelis                  |
| 29.        | Edmunds, Vidmants                    | Āigars, Armins                      | Miķelis, Mikus, Ivonna                  |
| 30.        | Maigone, Madara, Valters             | Alvis, Jolanta, Jolita              | Lamekins, Elma, Apgara                  |
| 31.        | Angelika, Burtnieks                  | Vilma, Aira                         |                                         |
| 4. Quartal |                                      |                                     |                                         |
|            | Oktober                              | November                            | Dezember                                |
| 1.         | Lāsma                                | Alvīta, Krīvs, Askolds              | Arnolds, Ārvaldis                       |
| 2.         | Skaidris, Reinhards                  | Vivita, Dzīle, Ritums               | Meta, Sallija                           |
| 3.         | Elza, Gudruna                        | Erika, Dagnija                      | Raita, Daile                            |
| 4.         | Zaigonis, Modra, Francis             | Atis, Otto                          | Barbara, Baiba                          |
| 5.         | Amālija, Māle                        | Late, Šarlote                       | Sarma, Sarmīte, Sabīne                  |
| 6.         | Zilgme, Monika                       | Leonards, Leons, Linards            | Nikolajs                                |
| 7.         | Dauma, Daumants                      | Rosme, Lotārs                       | Antonija, Anta, Antonijs, Tonija        |
| 8.         | Anastasija, Aina, Anita              | Sandra, Aleksandra                  | Marieta, Guna, Gunārs                   |
| 9.         | Elga, Helga                          | Teodors                             | Tabita, Jukums                          |
| 10.        | Arvīds, Vigo Arvēds, Druvis          | Mārtiņš, Mārcis                     | Judīte, Sniedze, Cera                   |
| 11.        | Silva, Maira, Tince, Miervaris       | Nellija, Lāčplēsis                  | Valdis, Valdemārs, Voldemārs            |
| 12.        | Monvīds, Valfrīds, Vītenis           | Kaija, Kornēlijs                    | Otīlija, Iveta                          |
| 13.        | Irma, Mirga                          | Eižens, Taīda                       | Lūcija, Veldze                          |
| 14.        | Minna, Vilhelmīne                    | Fricis, Frīdrichs                   | Dailonis, Auseklis                      |
| 15.        | Jadviga, Ede, Hedviga                | Leopolds, Lipsts                    | Jāna, Johanna                           |
| 16.        | Daiga, Egils, Daigone                | Banga, Dzirkstīte                   | Alvīne, Hardija                         |
| 17.        | Karola, Karīna                       | Hugo, Uģis                          | Teiksma, Hilda                          |
| 18.        | Rolands, Lūkass                      | Aleksandrs, Brīve, Latvis           | Kristaps, Kristers, Sarmis              |
| 19.        | Elīna, Vaļts                         | Betija, Erina, Elizabete, Līze      | Lelde, Minjona                          |
| 20.        | Leonids                              | Anda, Andis                         | Arta, Ābrams, Argods                    |
| 21.        | Urzula, Gints, Garlībs               | Zeltīte, Jordans, Jonass            | Tomass, Toms, Kaugars                   |
| 22.        | Daina, Dainis                        | Alfa, Alfons, Aldis, Aldonis        | Donis, Donalds                          |
| 23.        | Salome, Severīns                     | Zigrīda, Klemens                    | Saulcerīte, Viktorija                   |
| 24.        | Mudrīte, Renāte                      | Velta, Viola                        | Ieva, Ādams                             |
| 25.        | Beāte, Beatrise                      | Katrīne, Kate, Trīna                | Krista, Krists                          |
| 26.        | Amanda, Kaiva                        | Konrāds, Muntis, Bleiks             | Daiņuvīte, Saulvedis                    |
| 27.        | Lilita, Lita                         | Laimdots, Lauris                    | Elmārs, Helmārs                         |
| 28.        | Simjūds, Ņina, Zemgals               | Rita, Vita, Olita                   | Ingeborga, Mierinš, Jonatāns            |
| 29.        | Smilga, Laimonis                     | Laimruta, Ojārs                     | Saulvija, Solveiga, Ilgone              |
| 30.        | Ulla, Rātne, Zeltmatis               | Andra, Andrejs, Andris              | Dāvis, Dāvids                           |
| 31.        | Izande, Volfgangs                    |                                     | Kalvis, Silvestris                      |